# Juan María de Borbón
Juan María de Borbón (Jean Marie; Hôtel de Toulouse, Francia, 17 de julio de 1748 - ibídem, 19 de mayo de 1755) fue un noble francés, bisnieto de Luis XIV. Murió en París a la edad de seis años. Fue duque de Châteauvillain desde su nacimiento.

## Biografía
Juan María nació el 17 de julio de 1748 en el Hôtel de Toulouse, la residencia parisina del fabulosamente rico duque de Penthièvre, su padre. Penthièvre era el único hijo legítimo de Luis Alejandro de Borbón, conde de Tolosa, quien a su vez era hijo ilegítimo de Luis XIV y Madame de Montespan. Su madre, María Teresa de Este, princesa de Módena por nacimiento, era también descendiente de Luis XIV y Madame de Montespan; su abuela materna, Carlota Aglaé de Orleans, era nieta de ambos e hija de Felipe de Orleans, regente de Francia.
Juan María fue nombrado duque de Châteauvillain en su nacimiento, uno de los muchos títulos que poseía su padre. Cuando nació, en 1748, sus padres ya tenían dos hijos, Luis María, nacido en 1746, y Luis Alejandro, príncipe de Lamballe. La prematura muerte de Luis María en 1749 convirtió a Luis Alejandro en heredero de una de las mayores fortunas de Europa. Como prince du sang, Juan María ostentaba el tratamiento de Su Alteza Serenísima y, por su posición, era una de las personas más importantes de la corte, después del rey, el delfín, los duques de Orleans, Chartres, Montpensier, su propio padre y su hermano mayor, el príncipe de Lamballe. El duque de Montpensier sería futuro cuñado de Juan María, y sería conocido como Philippe Égalité.
Su madre murió en 1754 al dar a luz a su hermano, Luis María Felicidad. El propio Luis María moriría después del nacimiento y su padre no se volvería a casar. Al año siguiente, Juan María murió en París. Fue enterrado en la capilla del Castillo de Rambouillet, residencia favorita de sus padres.
Su hermana Adelaida, futura duquesa de Orleans, trasladaría los restos de Juan María a la Capilla real de Dreux. Deux es actualmente la necrópolis de la Casa de Orleans, que desciende de María Adelaida y su esposo, Felipe Igualdad. El retrato de Juan María por Louis-Michel van Loo se encuentra hoy en el Museo Nacional del Palacio de Versalles.

## Títulos y estilos
- 7 de julio de 1748 – 19 de mayo de 1755: Su Alteza Serenísima el Duque de Châteauvillain.